# Terry McAuliffe
Terence Richard McAuliffe, detto Terry (Syracuse, 9 febbraio 1957), è un politico e imprenditore statunitense, governatore della Virginia dal 2014 al 2018.

## Biografia
Nato e cresciuto a Syracuse, New York, McAuliffe proviene da una famiglia cattolica di origini irlandesi. Nel 1975 si laurea alla Bishop Ludden Junior/Senior High School e in seguito si laurea presso l'Università Cattolica d'America nel 1979, dove lavorerà poi come consigliere. Dopo la laurea, lavora con Jimmy Carter per le elezioni del 1980, che vengono in seguito perse da quest'ultimo. A seguito di ciò, si iscrive alla Georgetown University, a Washington, dove riceve la laurea Juris Doctor nel 1984.
Nel 2013 si candida a governatore della Virginia, vincendo le elezioni contro lo sfidante repubblicano Ken Cuccinelli. Entra in carica l'11 gennaio 2014. Ricandidatosi nel 2021 per un secondo mandato non consecutivo (dal momento che in Virginia non è prevista l'elezione per più di un mandato consecutivo) viene tuttavia sconfitto (48,4% contro il 50,9%) alle elezioni del 2 novembre dal candidato repubblicano Glenn Youngkin.

## Vita privata

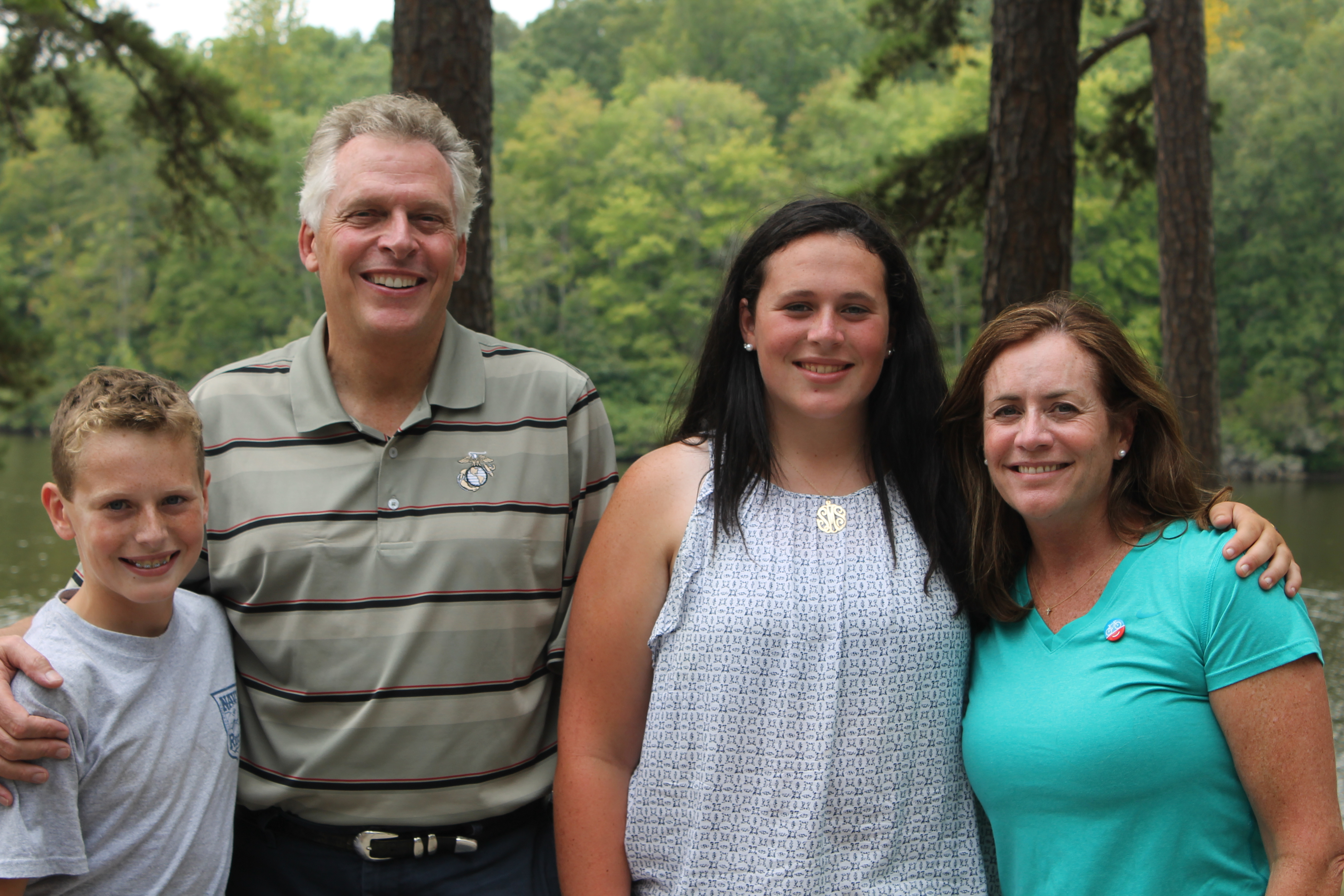
McAuliffe e la famiglia al Twin Lakes State Park nel 2015

McAuliffe si è sposato con  Dorothy Swann l'8 ottobre 1988. T  Risiedono a McLean, in Virginia, con i loro cinque figli.  Il loro figlio Jack ha frequentato l'Accademia Navale degli Stati Uniti diventando un Marine.
Nel marzo 2018, la George Mason University ha nominato McAuliffe come visiting professor.